# Rivière Smith (rivière Montmorency)
Pour les articles homonymes, voir Rivière Smith et Smith.
La rivière Smith est un affluent de la rive est de la rivière Montmorency. Elle coule dans le territoire non organisé de Lac-Jacques-Cartier, dans la municipalité régionale de comté (MRC) de La Côte-de-Beaupré, dans la région administrative de la Capitale-Nationale, dans la province de Québec, au Canada.
La partie supérieure de cette vallée est desservie par la route des Sept Crans qui remonte du sud et contourne le Mont du lac Saint-Hilaire ; une route forestière dessert la rive sud de la partie inférieure. La sylviculture constitue la principale activité économique de cette vallée ; les activités récréotouristiques en second.
À cause de son altitude, la surface de la partie supérieure de la rivière Smith est généralement gelée de la fin novembre jusqu'au début d'avril ; toutefois la circulation sécuritaire sur la glace se fait généralement de la mi-décembre à la fin de mars. La partie inférieure du cours de la rivière affiche une période de gel d'environ une semaine de moins que la partie supérieure. Le niveau de l'eau de la rivière varie selon les saisons et les précipitations ; la crue printanière survient en mars ou avril.

## Géographie
La rivière Smith prend sa source dans le lac Saint-Hilaire (longueur : 5,4 km ; altitude : 657 m). Ce lac est situé entre le mont du lac Saint-Hilaire (altitude : 880 m) et le mont du lac à Foin (altitude : 910 m). L'embouchure de ce lac est située dans le territoire non organisé de Lac-Jacques-Cartier, à :
- 1,25 km au nord du sommet du mont du lac Saint-Hilaire ;
- 7,7 km au nord-est de l'embouchure de la rivière Smith et de la rivière Montmorency ;
- 14,1 km au nord-ouest de la rive nord-ouest du fleuve Saint-Laurent ;
- 16,1 km au sud-est de la limite de la réserve faunique des Laurentides ;
- 32,4 km au nord de l'embouchure de la rivière Montmorency.

À partir de l'embouchure du lac Saint-Hilaire, la rivière Smith descend sur 12,6 km, avec une dénivellation de 283 m selon les segments suivants :
- 1,6 km vers le nord-ouest en longeant le pied du Mont du lac Saint-Hilaire, jusqu'à un coude de rivière correspondant à la décharge du ruisseau Gagnon (venant du nord-est) ;
- 1,8 km vers l'ouest en formant de petits serpentins, jusqu'au ruisseau Smith (venant du nord) qui constitue la décharge du lac Bonnet ;
- 3,7 km vers le sud en recueillant un ruisseau non identifié (venant du nord-ouest) jusqu'à la confluence de la Petite rivière Smith (venant de l'est) ;
- 5,5 km d'abord vers le sud-ouest et courbant vers l'ouest dans une vallée encaissée, jusqu'à son embouchure[3].

À partir de la confluence de la rivière Smith, le courant coule sur 40,7 km généralement vers le sud par le cours de la rivière Montmorency, jusqu'à la rive nord-ouest du fleuve Saint-Laurent.

## Toponymie
Cette rivière était jadis désigné Rivière de la Décharge. Le terme Smith constitue un patronyme de famille d'origine anglo-saxon. Les toponymes rivière Smith et Petite rivière Smith sont liés.
Le toponyme rivière Smith a été officialisé le 13 décembre 1996 à la Commission de toponymie du Québec.